# Franz von Cramm
Franz von Cramm (* 4. Januar 1610 auf Schloss Volkersheim bei Wolfenbüttel; † 19. Oktober 1661 wahrscheinlich in Plön) war ein deutscher Hofbeamter.

## Leben
Cramm war der Sohn von Heinrich von Cramm und dessen Ehefrau Barbara von Altmannshofen. Aus seiner Kindheit und Jugend ist außer seiner konservativen protestantischen Erziehung durch Hauslehrer wenig bekannt.
Am Hof in Plön diente Cramm dem Herzog Joachim Ernst von Schleswig-Holstein und Sonderburg-Plön viele Jahre als Stallmeister. Als solcher war er auch mit Catharina von Bülow verheiratet.
Ende 1660 führte seine norddeutsche Reise Fürst Ludwig I. von Anhalt-Köthen auch an den Hof von Plön. Dort nahm er Cramm zusammen mit Jürgen von Biswang und Adam von Lowtzow in die Fruchtbringende Gesellschaft auf. Der Fürst verlieh Cramm den Gesellschaftsnamen der Bedeckte und als Motto erweist sich wohl. Als Emblem wurde Cramm Silgen (Apium graveolens var. dulce Mill. Pers.) zugedacht. Im Köthener Gesellschaftsbuch findet sich Cramms Eintrag unter der Nr. 293. Dort ist auch das Reimgesetz verzeichnet, das er anlässlich seiner Aufnahme verfasst hatte:
Die Sillgen heißer arth mit erden vmbgedecket,

Erweist sich schön vnd wohl, vnd ihre wirckung strecket

Dem Liebestocke Vor. Jch heiß Bedecket drumb

Weil man die Erde schlägt ahn diß kraut vmb vnd vmg,

Daß eß reif werd' vnd mörb; Bedeckt mit Gottes gnade

Wünsch Jeder ihm Zu sein, damit ihm gahr nichts schade,

Dan wird erweisen er fruchtbringend sich vnd wohl,

Gesegnet auch von Gott sein aller gütter Voll.